# Windrush (rivière)
 (juin 2023).
Le contenu est difficilement compréhensible vu les erreurs de traduction, qui sont peut-être dues à l'utilisation d'un logiciel de traduction automatique.
La Windrush est une rivière dans le centre de l'Angleterre, affluent de la Tamise. Elle prend sa source près de Snowshill dans le Gloucestershire et coule vers le sud-est sur 65 km via Burford et Witney pour se jeter dans la Tamise à Newbridge dans l'Oxfordshire.
La rivière donne son nom au village de Windrush dans le Gloucestershire.

## Rivière
La Windrush commence dans les collines des Cotswolds dans le Gloucestershire, au nord-est de Taddington, qui est au nord de Guiting Power, Temple Guiting, Ford et Cutsdean. Elle coule sur environ  56 km, passant par Bourton-on-the-Water, par le village de Windrush dans le Gloucestershire, dans l'Oxfordshire et par Burford, Witney, Ducklington et Standlake. Elle rencontre la Tamise à Newbridge (en), en amont de l'écluse de Northmoor (Northmoor Lock).
Le nom de la rivière Windrush est attesté pour la première fois dans une charte anglo-saxonne de 779, où elle apparaît comme Uuenrisc. Elle apparaît ensuite sous les noms de Wenris et Wænric dans les chartes de 949, et Wenríc dans l'une de 969. Le nom signifie «marais blanc», du gallois gwyn et du vieux reisko celtique.
La rivière peut encore abriter des truites, des ombres, des perches, des chevesnes, des gardons et des naseux. Elle a abrité de bonnes populations d'écrevisses indigènes au moins jusqu'aux années 1980. Ses eaux ont été utilisées dans la confection de draps et de couvertures de laine à Witney à partir du milieu du XVIIe siècle. En 2007, elle  faisait partie des nombreuses rivières du district qui débordaient. Elle inondait généralement mais peut-être plus intensément à Witney, dont le seul pont sur la rivière a été submergé. Une certaine baisse a été notée, en particulier au cours des années de rejet d'eaux usées non traitées provenant des usines de Thames Water,. La rivière après des périodes plus sèches voit des formations d'algues.
Le navire HMT Empire Windrush, synonyme d'immigration d'après-guerre des Antillais au Royaume-Uni, a été nommé d'après la rivière,.

## Voir aussi

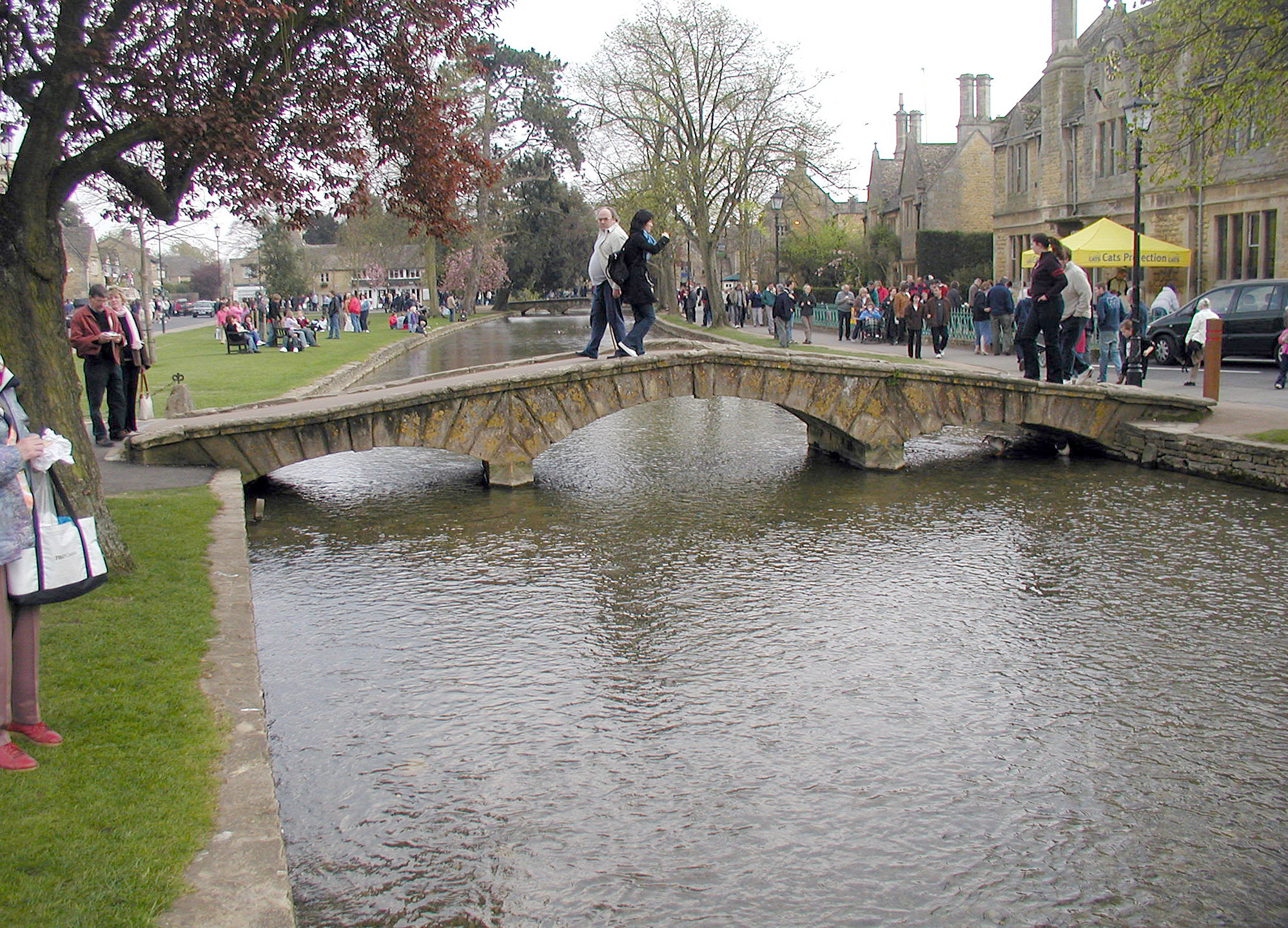
Un pont piétonnier sur la rivière Windrush à Bourton-on-the-Water